# وادي نخب
وادي نخب، من أشهر أودية الطائف وهو واد كبير يقع بين وادي ليّة ومدينة الطائف. يقع وادي نخب شرق مدينة الطائف على بعد خمسة كيلومترات من جامع عبد الله بن عباس رضي الله عنه، ويحده من الشرق وادي ليّه ومن الغرب حجرة الاشراف ذوي سرور المعروفة بهضبة الشهداء وملك الأشراف الشنابرة سكان السّداد، وشمالا حمى سيسد وجبل شمرخ المُطل على الجال، وجنوبا الحليفة التابعة للأشراف الفعور.

## تاريخيًا
قد جاء ذكر نخب في ابن إسحاق وسيرة ابن هشام وهما من أوثق المصادر التاريخية لدى المسلمين. قال ابن هشام  نقلا عن ابن إسحاق عمرو بن شعيب في روايته لأحداث غزوة حنين أن الرسول صلى الله عليه وسلم سلك في طريق يُقال لها الضيقة، فلما توجّه فيها سأل عن اسمها فقال "ما اسم هذه الطريق"؟ فقيل له: الضيقة، فقال: "بل هي اليسرى" ثم خرج منها على نخب" ص 1334. كما ذكر علامة الجزيرة العربية حمد الجاسر في المعجم الجغرافي للبلاد العربية السعودية أن [وادي نخب بفتح النون وكسر الخاء المعجمة وآخره باء موحدة، وهم يُسكِنون الخاء ويكسرون النون (نِخب) من أودية الطائف، فيه قرى وزارعة] ص 1333. وأشار الرحالة خير الدين الزركلي في كتاب "مارأيت وما سمعت" الذي سجل فيه تفاصيل رحلته للطائف عام 1339 هـ إلى أن لوادي نخب "ذكر في التاريخ والشعر وفيه بيوت كثيرة ونحو عشرة بساتين ويسكنه الآن عرب وقدان وهم من قبيلة عتيبة". وجاء ذكر وادي نخب في معجم البلدان لـ ياقوت الحموي الذي ذكر أن نخباً وادي بالطائف وأنشد شعرا عن السكوني:
ثم تناول ياقوت ذكر هذا الودي في شعر أبي ذؤيب عندما وصف ظبية وولدها حيث قال:
ثم اشار ياقوت الحموي إلى أن النجل بالجيم هو النزّ، وإضافة النجل لنخب لان بوادي نخب نجالاً، كما قيل نعمان الاراك لان به الأراك، ثم أضاف إلى أن نخبا وادي من الطائف ساعة مر به النبي صلى الله عليه وسلم من طريق يُقال لها الضيقة ثم خرج منها على نخب حتى نزل تحت سدرة يقال لها الصادرة (ص 275-276).
وقد أطلقت أمانة مدينة الطائف اسم «حي نخب» و«حي المنتزه» على منطقة الجنوب الغربي من هذا الوادي التاريخي حيث أصبحت هاتان المنطقتان من أكبر أحياء مدينة الطائف بعد توسّع المدينة نحو الشرق.

## قرى وادي نخب
تبدأ مساييل هذا الوادي من جبال القراحين المعروفة بخشب، مع جبال أم العراد التابعة للأشراف ذوي زيد، فيبدأ مسيلها حيث تنضم إليها مساييل السداد والردف التابعة للأشراف الشنابرة؛ فتمر هذه المساييل غربي شمال الحليفة، حيث ينضم إليها مساييل شعابها الشمالية، ومن هناك تدخل وادي نخب أما مساييل الحليفة الجنوبية فهي تنحدر عن طريق غدير البنات أول وادي لية، كما أن وادي نخب ممتد من الجنوب الشرقي للطائف إلى الشمال الشرقي في تعرج وأول هذا الوادي القرية المسماة أم السباع التابعة للأشراف ذوي ملبس من الفعور، وهذه القرية تشتمل على مزارع وآبار وشعاب، يزرع بها عموم الحبوب والفواكه ومن ثم قرية القنينة سكنى وقدان، ثم الدار العليا سكنى وقدان، ثم قرية الجلادين فخذ من وقدان ثم قرية الصور سكنى وقدان أيضاً ثم قرية البرامين سكنى وقدان وبأسفل الوادي عدة قرى ومزارع وآبار لقبيلة وقدان.

## انظر ايضاً
- الطائف

## وصلات خارجية
- نخب (حصن بديوي الوقداني) (اليوم).